# カンパリ・ソーダ
カンパリ・ソーダ (Campari and Soda) は、リキュールをベースとするカクテルである。カンパリとソーダ水で作られる。冷たいタイプのロングドリンク（ロングカクテル）に分類される。

## 標準的なレシピ
- カンパリ - 45ml
- 炭酸水 - 適量

### 作り方
1. 氷を入れたタンブラー（容量240〜300ml程度）に、カンパリ、炭酸水を入れ、軽くステアする。
2. スライス・オレンジ或いはスライス・レモンを添える。

### 備考
ステアし過ぎると、炭酸が二酸化炭素となって逃げてしまうので、ステアのし過ぎは避けなければならない。